# Rumäniens flagga
Rumäniens flagga antogs den 27 december 1989. Färgerna blått, gult och rött anses vara traditionella rumänska färger med rötter ända tillbaka till romartiden. Flaggan skapades 1848 när Rumänien var en del av det osmanska riket, och var en kombination av furstendömena Moldovas och Valakiets blå-röda respektive gul-röda flaggor. När Rumänien blev ett självständigt kungadöme 1859 stadfästes den blå-gul-röda trikoloren som nationsflagga. År 1867 insattes monarkens vapen i flaggans mitt. Under Rumäniens kommunistiska period mellan 1948 och 1989 användes samma flagga men med statsvapnet i mitten. Den gamla flaggan utan emblem återinfördes efter kommunistregimens fall. Proportionerna är 2:3.
Flaggan påminner om Tchads flagga, men har en ljusare blå nyans (den blåa färgen i Tchads flagga kommer från den franska trikoloren). Rumäniens flagga har även likheter med Moldaviens och Andorras flaggor, men saknar numera emblem.

## Färger
| Schema      | Blå        | Gul        | Röd       |
| ----------- | ---------- | ---------- | --------- |
| Pantone     | 280c       | 116c       | 186c      |
| CMYK        | 99-86-1-00 | 2-18-95-0  | 4-99-94-0 |
| RGB         | 0-43-127   | 252-209-22 | 206-17-38 |
| Hexadecimal | #002B7F    | #FCD116    | #CE1126   |

## Historiska flaggor

1859-1862[källa behövs]
1862-1866
1866-1948
1948-1952
1952-1965
1965-1989